# Eleições legislativas portuguesas de 1995 no distrito de Santarém
| Eleições legislativas portuguesas de 1995 Distritos: Aveiro \| Beja \| Braga \| Bragança \| Castelo Branco \| Coimbra \| Évora \| Faro \| Guarda \| Leiria \| Lisboa \| Portalegre \| Porto \| Santarém \| Setúbal \| Viana do Castelo \| Vila Real \| Viseu \| Açores \| Madeira \| Estrangeiro |

## Resultados por Concelho
Os resultados nos concelhos do Distrito de Santarém foram os seguintes:

### Abrantes
| Partido                 | Partido                        | Votos  | %               | +/-   |
| ----------------------- | ------------------------------ | ------ | --------------- | ----- |
|                         | Partido Socialista             | 14 741 | 54,22 / 100,00  | 20,51 |
|                         | Partido Social Democrata       | 6 970  | 25,64 / 100,00  | 18,62 |
|                         | Coligação Democrática Unitária | 2 088  | 7,68 / 100,00   | 0,94  |
|                         | Partido Popular                | 1 797  | 6,61 / 100,00   | 3,48  |
|                         | Outros                         | 960    | 3,52 / 100,00   |       |
| Votos Inválidos         | Votos Inválidos                | 629    | 2,32 / 100,00   | 0,12  |
| Total                   | Total                          | 27 185 | 100,00 / 100,00 |       |
| Eleitorado/Participação | Eleitorado/Participação        | 40 922 | 66,43 / 100,00  | 1,72  |

### Alcanena
| Partido                 | Partido                        | Votos  | %               | +/-   |
| ----------------------- | ------------------------------ | ------ | --------------- | ----- |
|                         | Partido Socialista             | 3 890  | 43,16 / 100,00  | 13,38 |
|                         | Partido Social Democrata       | 2 974  | 33,00 / 100,00  | 17,55 |
|                         | Partido Popular                | 995    | 11,04 / 100,00  | 7,01  |
|                         | Coligação Democrática Unitária | 770    | 8,54 / 100,00   | 0,10  |
|                         | Outros                         | 189    | 2,10 / 100,00   |       |
| Votos Inválidos         | Votos Inválidos                | 195    | 2,16 / 100,00   | 0,40  |
| Total                   | Total                          | 9 013  | 100,00 / 100,00 |       |
| Eleitorado/Participação | Eleitorado/Participação        | 12 465 | 72,31 / 100,00  | 0,70  |

### Almeirim
| Partido                 | Partido                        | Votos  | %               | +/-   |
| ----------------------- | ------------------------------ | ------ | --------------- | ----- |
|                         | Partido Socialista             | 7 078  | 56,00 / 100,00  | 19,45 |
|                         | Partido Social Democrata       | 2 633  | 20,83 / 100,00  | 18,24 |
|                         | Coligação Democrática Unitária | 1 541  | 12,19 / 100,00  | 1,55  |
|                         | Partido Popular                | 849    | 6,72 / 100,00   | 4,34  |
|                         | PCTP/MRPP                      | 138    | 1,09 / 100,00   | 0,12  |
|                         | Outros                         | 212    | 1,67 / 100,00   |       |
| Votos Inválidos         | Votos Inválidos                | 189    | 1,50 / 100,00   | 0,60  |
| Total                   | Total                          | 12 640 | 100,00 / 100,00 |       |
| Eleitorado/Participação | Eleitorado/Participação        | 18 334 | 68,94 / 100,00  | 0,08  |

### Alpiarça
| Partido                 | Partido                        | Votos | %               | +/-   |
| ----------------------- | ------------------------------ | ----- | --------------- | ----- |
|                         | Coligação Democrática Unitária | 1 982 | 41,34 / 100,00  | 1,45  |
|                         | Partido Socialista             | 1 759 | 36,69 / 100,00  | 13,20 |
|                         | Partido Social Democrata       | 549   | 11,45 / 100,00  | 10,19 |
|                         | Partido Popular                | 225   | 4,69 / 100,00   | 2,53  |
|                         | PCTP/MRPP                      | 97    | 2,02 / 100,00   | 0,52  |
|                         | União Democrática Popular      | 62    | 1,29 / 100,00   | -     |
|                         | Outros                         | 43    | 0,91 / 100,00   |       |
| Votos Inválidos         | Votos Inválidos                | 77    | 1,61 / 100,00   | 1,15  |
| Total                   | Total                          | 4 794 | 100,00 / 100,00 |       |
| Eleitorado/Participação | Eleitorado/Participação        | 6 813 | 70,37 / 100,00  | 1,23  |

### Benavente
| Partido                 | Partido                        | Votos  | %               | +/-   |
| ----------------------- | ------------------------------ | ------ | --------------- | ----- |
|                         | Partido Socialista             | 4 152  | 41,55 / 100,00  | 14,61 |
|                         | Coligação Democrática Unitária | 2 356  | 23,58 / 100,00  | 0,55  |
|                         | Partido Social Democrata       | 1 975  | 19,76 / 100,00  | 16,85 |
|                         | Partido Popular                | 844    | 8,45 / 100,00   | 5,38  |
|                         | PCTP/MRPP                      | 242    | 2,42 / 100,00   | 0,77  |
|                         | União Democrática Popular      | 103    | 1,03 / 100,00   | -     |
|                         | Outros                         | 128    | 1,28 / 100,00   |       |
| Votos Inválidos         | Votos Inválidos                | 193    | 1,93 / 100,00   | 0,36  |
| Total                   | Total                          | 9 993  | 100,00 / 100,00 |       |
| Eleitorado/Participação | Eleitorado/Participação        | 15 780 | 63,33 / 100,00  | 0,66  |

### Cartaxo
| Partido                 | Partido                        | Votos  | %               | +/-   |
| ----------------------- | ------------------------------ | ------ | --------------- | ----- |
|                         | Partido Socialista             | 7 314  | 54,06 / 100,00  | 18,82 |
|                         | Partido Social Democrata       | 2 954  | 21,83 / 100,00  | 19,11 |
|                         | Coligação Democrática Unitária | 1 432  | 10,58 / 100,00  | 0,62  |
|                         | Partido Popular                | 1 157  | 8,55 / 100,00   | 6,43  |
|                         | PCTP/MRPP                      | 153    | 1,13 / 100,00   | 0,07  |
|                         | Outros                         | 227    | 1,67 / 100,00   |       |
| Votos Inválidos         | Votos Inválidos                | 292    | 2,15 / 100,00   | 0,88  |
| Total                   | Total                          | 13 529 | 100,00 / 100,00 |       |
| Eleitorado/Participação | Eleitorado/Participação        | 19 354 | 69,90 / 100,00  | 0,05  |

### Chamusca
| Partido                 | Partido                        | Votos  | %               | +/-   |
| ----------------------- | ------------------------------ | ------ | --------------- | ----- |
|                         | Partido Socialista             | 3 388  | 49,06 / 100,00  | 19,27 |
|                         | Partido Social Democrata       | 1 257  | 18,20 / 100,00  | 16,85 |
|                         | Coligação Democrática Unitária | 1 221  | 17,68 / 100,00  | 1,61  |
|                         | Partido Popular                | 568    | 8,22 / 100,00   | 3,97  |
|                         | PCTP/MRPP                      | 168    | 2,43 / 100,00   | 0,59  |
|                         | União Democrática Popular      | 73     | 1,06 / 100,00   | -     |
|                         | Outros                         | 100    | 1,45 / 100,00   |       |
| Votos Inválidos         | Votos Inválidos                | 131    | 1,90 / 100,00   | 0,41  |
| Total                   | Total                          | 6 906  | 100,00 / 100,00 |       |
| Eleitorado/Participação | Eleitorado/Participação        | 10 581 | 65,27 / 100,00  | 0,15  |

### Constância
| Partido                 | Partido                        | Votos | %               | +/-   |
| ----------------------- | ------------------------------ | ----- | --------------- | ----- |
|                         | Partido Socialista             | 1 422 | 58,86 / 100,00  | 21,03 |
|                         | Partido Social Democrata       | 475   | 19,66 / 100,00  | 17,59 |
|                         | Coligação Democrática Unitária | 223   | 9,23 / 100,00   | 0,56  |
|                         | Partido Popular                | 178   | 7,37 / 100,00   | 4,26  |
|                         | Outros                         | 81    | 3,36 / 100,00   |       |
| Votos Inválidos         | Votos Inválidos                | 37    | 1,53 / 100,00   | 0,79  |
| Total                   | Total                          | 2 416 | 100,00 / 100,00 |       |
| Eleitorado/Participação | Eleitorado/Participação        | 3 296 | 73,30 / 100,00  | 0,57  |

### Coruche
| Partido                 | Partido                        | Votos  | %               | +/-   |
| ----------------------- | ------------------------------ | ------ | --------------- | ----- |
|                         | Partido Socialista             | 5 989  | 43,41 / 100,00  | 17,13 |
|                         | Coligação Democrática Unitária | 3 627  | 26,29 / 100,00  | 0,98  |
|                         | Partido Social Democrata       | 2 692  | 19,51 / 100,00  | 16,46 |
|                         | Partido Popular                | 791    | 5,73 / 100,00   | 3,18  |
|                         | PCTP/MRPP                      | 233    | 1,69 / 100,00   | 0,54  |
|                         | Outros                         | 252    | 1,82 / 100,00   |       |
| Votos Inválidos         | Votos Inválidos                | 213    | 1,54 / 100,00   | 0,30  |
| Total                   | Total                          | 13 797 | 100,00 / 100,00 |       |
| Eleitorado/Participação | Eleitorado/Participação        | 21 690 | 63,61 / 100,00  | 0,17  |

### Entroncamento
| Partido                 | Partido                        | Votos  | %               | +/-   |
| ----------------------- | ------------------------------ | ------ | --------------- | ----- |
|                         | Partido Socialista             | 5 679  | 56,59 / 100,00  | 14,21 |
|                         | Partido Social Democrata       | 2 297  | 22,89 / 100,00  | 15,00 |
|                         | Partido Popular                | 881    | 8,78 / 100,00   | 6,61  |
|                         | Coligação Democrática Unitária | 781    | 7,78 / 100,00   | 0,95  |
|                         | Outros                         | 202    | 2,02 / 100,00   |       |
| Votos Inválidos         | Votos Inválidos                | 196    | 1,96 / 100,00   | 0,10  |
| Total                   | Total                          | 10 036 | 100,00 / 100,00 |       |
| Eleitorado/Participação | Eleitorado/Participação        | 13 730 | 73,10 / 100,00  | 1,17  |

### Ferreira do Zêzere
| Partido                 | Partido                        | Votos | %               | +/-   |
| ----------------------- | ------------------------------ | ----- | --------------- | ----- |
|                         | Partido Social Democrata       | 3 033 | 51,29 / 100,00  | 21,46 |
|                         | Partido Socialista             | 1 848 | 31,25 / 100,00  | 14,45 |
|                         | Partido Popular                | 633   | 10,70 / 100,00  | 6,49  |
|                         | Coligação Democrática Unitária | 75    | 1,27 / 100,00   | 0,22  |
|                         | Outros                         | 152   | 2,57 / 100,00   |       |
| Votos Inválidos         | Votos Inválidos                | 173   | 2,93 / 100,00   | 0,44  |
| Total                   | Total                          | 5 914 | 100,00 / 100,00 |       |
| Eleitorado/Participação | Eleitorado/Participação        | 9 232 | 64,06 / 100,00  | 2,58  |

### Golegã
| Partido                 | Partido                        | Votos | %               | +/-   |
| ----------------------- | ------------------------------ | ----- | --------------- | ----- |
|                         | Partido Socialista             | 1 668 | 47,71 / 100,00  | 19,84 |
|                         | Partido Social Democrata       | 701   | 20,05 / 100,00  | 17,95 |
|                         | Coligação Democrática Unitária | 624   | 17,85 / 100,00  | 0,18  |
|                         | Partido Popular                | 299   | 8,55 / 100,00   | 4,66  |
|                         | PCTP/MRPP                      | 69    | 1,97 / 100,00   | 0,41  |
|                         | Outros                         | 65    | 1,86 / 100,00   |       |
| Votos Inválidos         | Votos Inválidos                | 70    | 2,00 / 100,00   | 0,54  |
| Total                   | Total                          | 3 496 | 100,00 / 100,00 |       |
| Eleitorado/Participação | Eleitorado/Participação        | 4 934 | 70,86 / 100,00  | 0,63  |

### Mação
| Partido                 | Partido                        | Votos | %               | +/-   |
| ----------------------- | ------------------------------ | ----- | --------------- | ----- |
|                         | Partido Social Democrata       | 2 925 | 42,94 / 100,00  | 16,62 |
|                         | Partido Socialista             | 2 621 | 38,48 / 100,00  | 16,18 |
|                         | Partido Popular                | 694   | 10,19 / 100,00  | 4,61  |
|                         | Coligação Democrática Unitária | 203   | 2,98 / 100,00   | 0,05  |
|                         | Outros                         | 186   | 2,72 / 100,00   |       |
| Votos Inválidos         | Votos Inválidos                | 183   | 2,68 / 100,00   | 0,22  |
| Total                   | Total                          | 6 812 | 100,00 / 100,00 |       |
| Eleitorado/Participação | Eleitorado/Participação        | 9 419 | 72,32 / 100,00  | 0,63  |

### Ourém
| Partido                 | Partido                        | Votos  | %               | +/-   |
| ----------------------- | ------------------------------ | ------ | --------------- | ----- |
|                         | Partido Social Democrata       | 15 374 | 62,74 / 100,00  | 16,57 |
|                         | Partido Socialista             | 5 110  | 20,85 / 100,00  | 9,34  |
|                         | Partido Popular                | 2 887  | 11,78 / 100,00  | 7,09  |
|                         | Coligação Democrática Unitária | 282    | 1,15 / 100,00   | 0,35  |
|                         | Outros                         | 374    | 1,51 / 100,00   |       |
| Votos Inválidos         | Votos Inválidos                | 479    | 1,96 / 100,00   | 0,44  |
| Total                   | Total                          | 24 506 | 100,00 / 100,00 |       |
| Eleitorado/Participação | Eleitorado/Participação        | 36 499 | 67,14 / 100,00  | 2,68  |

### Rio Maior
| Partido                 | Partido                        | Votos  | %               | +/-   |
| ----------------------- | ------------------------------ | ------ | --------------- | ----- |
|                         | Partido Social Democrata       | 4 961  | 41,24 / 100,00  | 23,60 |
|                         | Partido Socialista             | 4 889  | 40,64 / 100,00  | 17,65 |
|                         | Partido Popular                | 1 395  | 11,60 / 100,00  | 7,67  |
|                         | Coligação Democrática Unitária | 301    | 2,50 / 100,00   | 0,23  |
|                         | Outros                         | 225    | 1,86 / 100,00   |       |
| Votos Inválidos         | Votos Inválidos                | 258    | 2,15 / 100,00   | 0,02  |
| Total                   | Total                          | 12 029 | 100,00 / 100,00 |       |
| Eleitorado/Participação | Eleitorado/Participação        | 17 663 | 68,10 / 100,00  | 0,48  |

### Salvaterra de Magos
| Partido                 | Partido                        | Votos  | %               | +/-   |
| ----------------------- | ------------------------------ | ------ | --------------- | ----- |
|                         | Partido Socialista             | 5 321  | 53,91 / 100,00  | 21,77 |
|                         | Partido Social Democrata       | 1 886  | 19,11 / 100,00  | 22,62 |
|                         | Coligação Democrática Unitária | 1 319  | 13,36 / 100,00  | 0,86  |
|                         | Partido Popular                | 779    | 7,89 / 100,00   | 5,87  |
|                         | PCTP/MRPP                      | 171    | 1,73 / 100,00   | 0,34  |
|                         | Outros                         | 221    | 2,25 / 100,00   |       |
| Votos Inválidos         | Votos Inválidos                | 173    | 1,75 / 100,00   | 0,89  |
| Total                   | Total                          | 9 870  | 100,00 / 100,00 |       |
| Eleitorado/Participação | Eleitorado/Participação        | 16 508 | 59,79 / 100,00  | 1,16  |

### Santarém
| Partido                 | Partido                        | Votos  | %               | +/-   |
| ----------------------- | ------------------------------ | ------ | --------------- | ----- |
|                         | Partido Socialista             | 19 582 | 50,02 / 100,00  | 15,45 |
|                         | Partido Social Democrata       | 11 107 | 28,37 / 100,00  | 16,34 |
|                         | Coligação Democrática Unitária | 3 372  | 8,61 / 100,00   | 0,15  |
|                         | Partido Popular                | 3 237  | 8,27 / 100,00   | 4,98  |
|                         | Outros                         | 1 071  | 2,73 / 100,00   |       |
| Votos Inválidos         | Votos Inválidos                | 781    | 2,00 / 100,00   | 0,27  |
| Total                   | Total                          | 39 150 | 100,00 / 100,00 |       |
| Eleitorado/Participação | Eleitorado/Participação        | 55 321 | 70,77 / 100,00  | 0,53  |

### Sardoal
| Partido                 | Partido                           | Votos | %               | +/-   |
| ----------------------- | --------------------------------- | ----- | --------------- | ----- |
|                         | Partido Socialista                | 1 399 | 47,70 / 100,00  | 19,75 |
|                         | Partido Social Democrata          | 1 101 | 37,54 / 100,00  | 14,65 |
|                         | Partido Popular                   | 210   | 7,16 / 100,00   | 2,08  |
|                         | Coligação Democrática Unitária    | 78    | 2,66 / 100,00   | 0,03  |
|                         | Partido Socialista Revolucionário | 30    | 1,02 / 100,00   | 0,33  |
|                         | Outros                            | 64    | 2,18 / 100,00   |       |
| Votos Inválidos         | Votos Inválidos                   | 51    | 1,74 / 100,00   | 2,30  |
| Total                   | Total                             | 2 933 | 100,00 / 100,00 |       |
| Eleitorado/Participação | Eleitorado/Participação           | 3 944 | 74,37 / 100,00  | 0,82  |

### Tomar
| Partido                 | Partido                        | Votos  | %               | +/-   |
| ----------------------- | ------------------------------ | ------ | --------------- | ----- |
|                         | Partido Socialista             | 11 607 | 43,31 / 100,00  | 15,58 |
|                         | Partido Social Democrata       | 10 044 | 37,48 / 100,00  | 20,19 |
|                         | Partido Popular                | 2 749  | 10,26 / 100,00  | 6,72  |
|                         | Coligação Democrática Unitária | 1 043  | 3,89 / 100,00   | 0,05  |
|                         | Outros                         | 638    | 2,39 / 100,00   |       |
| Votos Inválidos         | Votos Inválidos                | 719    | 2,69 / 100,00   | 0,27  |
| Total                   | Total                          | 26 800 | 100,00 / 100,00 |       |
| Eleitorado/Participação | Eleitorado/Participação        | 40 423 | 66,30 / 100,00  | 2,44  |

### Torres Novas
| Partido                 | Partido                        | Votos  | %               | +/-   |
| ----------------------- | ------------------------------ | ------ | --------------- | ----- |
|                         | Partido Socialista             | 11 443 | 50,04 / 100,00  | 15,53 |
|                         | Partido Social Democrata       | 6 361  | 27,82 / 100,00  | 17,36 |
|                         | Coligação Democrática Unitária | 1 959  | 8,57 / 100,00   | 0,17  |
|                         | Partido Popular                | 1 900  | 8,31 / 100,00   | 5,46  |
|                         | Outros                         | 661    | 2,90 / 100,00   |       |
| Votos Inválidos         | Votos Inválidos                | 543    | 2,37 / 100,00   | 0,20  |
| Total                   | Total                          | 22 867 | 100,00 / 100,00 |       |
| Eleitorado/Participação | Eleitorado/Participação        | 32 336 | 70,72 / 100,00  | 1,24  |

### Vila Nova da Barquinha
| Partido                 | Partido                        | Votos | %               | +/-   |
| ----------------------- | ------------------------------ | ----- | --------------- | ----- |
|                         | Partido Socialista             | 2 459 | 53,93 / 100,00  | 18,56 |
|                         | Partido Social Democrata       | 1 122 | 24,61 / 100,00  | 17,31 |
|                         | Partido Popular                | 374   | 8,20 / 100,00   | 5,69  |
|                         | Coligação Democrática Unitária | 362   | 7,94 / 100,00   | 0,53  |
|                         | Outros                         | 153   | 3,36 / 100,00   |       |
| Votos Inválidos         | Votos Inválidos                | 90    | 1,98 / 100,00   | 0,55  |
| Total                   | Total                          | 4 560 | 100,00 / 100,00 |       |
| Eleitorado/Participação | Eleitorado/Participação        | 6 608 | 69,01 / 100,00  | 2,69  |